# Петер Ланг
Петер Ланг  (дан. Peter Ørsted Lang, 12 червня 1989, Вайле) — данський яхтсмен, олімпієць.

## Виступи на Олімпіадах
| Олімпіада   | Дисципліна | Місце |
| ----------- | ---------- | ----- |
| Лондон 2012 | Клас 49er  | 3     |